# Anthrax vierecki
Anthrax vierecki är en tvåvingeart som först beskrevs av Cresson 1919.  Anthrax vierecki ingår i släktet Anthrax och familjen svävflugor. Inga underarter finns listade i Catalogue of Life.